# كاسوميغاسكي كونتري كلوب
كاسوميغاسكي كونتري كلوب (霞ヶ関カンツリー倶楽部) هو ملعب جولف خاص يقع في مدينة كاواغويه الواقعة في محافظة سايتاما في اليابان.

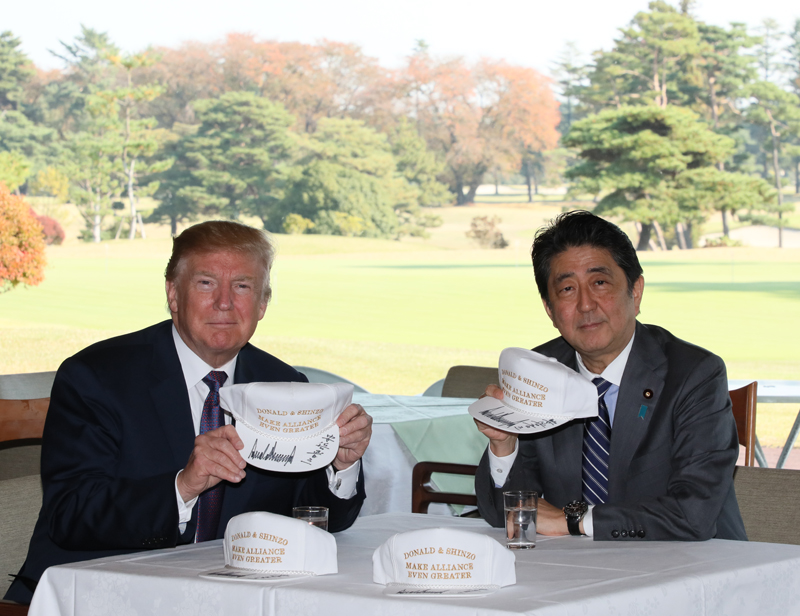
دونالد ترامب وشينزي آبي في Kasumigaseki Country Club

افتتح في 6 أكتوبر 1929 ، وكان أول ملعب جولف في سايتاما. استضاف كأس كندا في عام 1957 ، وبطولة اليابان المفتوحة للغولف في عام 1933 ، 1956 ، 1995 ، و 2006 ، وكذلك بطولة الهواة الآسيوية في عام 2010.
هو المكان المخصص لإقامة منافسات الجولف المخطط له لدورة الالعاب الاولمبية الصيفية 2020 .

## الوصول اليه
أقرب محطة للسكك الحديدية هي محطة Kasahata على خط Kawagoe .